# صموئيل ماكي
صموئيل ماكي هو محامي وسياسي أمريكي، ولد في 5 نوفمبر 1833، وتوفي في 11 ديسمبر 1898 في لويفيل في الولايات المتحدة. نشط حزبياً في الحزب الجمهوري. وقد انتخب عضو مجلس النواب الأمريكي ‏.